# Fehaid Aldeehani
Fehaid Aldeehani (arab. ‏فهيد الديحاني‎; ur. 11 października 1966 w Kuwejcie) – kuwejcki strzelec sportowy, trzykrotny medalista olimpijski, specjalizujący się w trapie i trapie podwójnym.

## Igrzyska olimpijskie
Na igrzyskach zadebiutował podczas letnich igrzysk olimpijskich w 1992 roku w Barcelonie, zajmując w trapie 29. miejsce. Cztery lata później w Atlancie w tej samej konkurencji został sklasyfikowany ostatecznie na 20. pozycji. Wystąpił również w trapie podwójnym, gdzie zakończył rywalizację na 10. miejscu. Podczas igrzysk w 2000 roku zdobył brązowy medal w trapie podwójnym. Został pierwszym Kuwejtczykiem, który zdobył medal na igrzyskach olimpijskich. Na letnich igrzyskach olimpijskich w 2004 roku w Atenach nie zdołał powtórzyć tego sukcesu, kończąc rywalizację na 8. pozycji. Po przerwie powrócił na igrzyska w 2012 roku w Londynie. Tam udało mu się zdobyć brązowy medal w trapie, zaś w trapie podwójnym ukończył finałową potyczkę na czwartym miejscu, przegrywając po dogrywce z Rosjaninem Wasilijem Mosinem. Cztery lata później w Rio de Janeiro, występując pod flagą olimpijską, został mistrzem olimpijskim w trapie podwójnym, pokonując w finale Włocha Marco Innocentiego.  Był to pierwszy w historii złoty medal zdobyty podczas igrzysk olimpijskich.
| Igrzyska | Miejscowość    | Konkurencja   | Kwalifikacje | Kwalifikacje | Półfinał | Półfinał | Finał | Finał   |
| Igrzyska | Miejscowość    | Konkurencja   | Wynik        | Pozycja      | Wynik    | Pozycja  | Wynik | Pozycja |
| -------- | -------------- | ------------- | ------------ | ------------ | -------- | -------- | ----- | ------- |
| IO 1992  | Barcelona      | Trap          | 140          | 29.          | NQ       | NQ       | NQ    | NQ      |
| IO 1996  | Atlanta        | Trap          | 119          | 20.          | —        | —        | NQ    | NQ      |
| IO 1996  | Atlanta        | Trap podwójny | 136          | 10.          | —        | —        | NQ    | NQ      |
| IO 2000  | Sydney         | Trap podwójny | 141          | 2. Q         | —        | —        | 186   | brąz    |
| IO 2004  | Ateny          | Trap podwójny | 134          | 8.           | —        | —        | NQ    | NQ      |
| IO 2012  | Londyn         | Trap          | 124          | 2. Q         | —        | —        | 145   | brąz    |
| IO 2012  | Londyn         | Trap podwójny | 140          | 3. Q         | —        | —        | 185   | 4.      |
| IO 2016  | Rio de Janeiro | Trap podwójny | 135          | 6. Q         | 28       | 1. Q     | 26    | złoto   |